# ألفا (اتصالات)

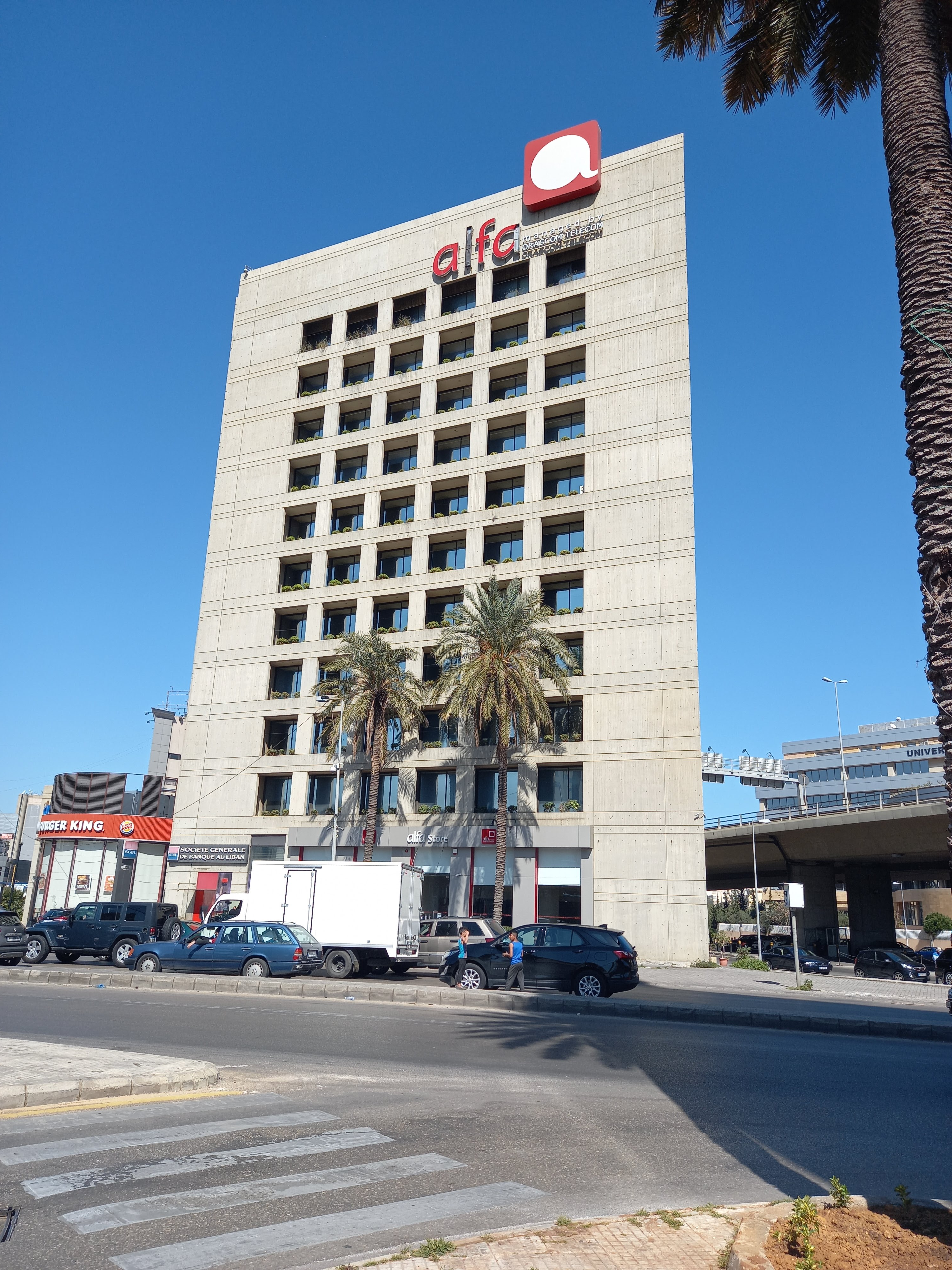

ألفا هي إحدى شركات تشغيل شبكات الهاتف النقال في لبنان.

## نظرة عامة
تقدم الشركة خدمات الإنترنت وخدمات البلاك بيري والاتصال المرئي وتستهدف الشركة ثلاثة شرائح هما:الأشخاص العاديين والشركات وخدمات الخاصة وفق طلب المستخدم

## الاسعار
| الخدمة            | التسعيرة   |
| ----------------- | ---------- |
| المكالمات المحلية | 0.20 دولار |
| رسالة محلية       | 0.05 دولار |
| رسالة دولية       | 0.18 $     |
| -                 | -          |